# بروس روبرتسون (قاضي)
بروس روبرتسون (بالإنجليزية: Bruce Robertson)‏ هو قاضي نيوزيلندي، ولد في 1944.